# Chaitogenophorus yuzhongensis
Chaitogenophorus yuzhongensis är en insektsart. Chaitogenophorus yuzhongensis ingår i släktet Chaitogenophorus och familjen långrörsbladlöss. Inga underarter finns listade i Catalogue of Life.